# Dorfkirche Skäßchen
Die evangelisch-lutherische Dorfkirche Skäßchen ist ein denkmalgeschütztes Kirchengebäude in Skäßchen, einem Ortsteil der nordsächsischen Großen Kreisstadt Großenhain im Landkreis Meißen. Hier ist sie mit einem angrenzenden Friedhof auf dem Dorfanger im Ortszentrum zu finden.

## Baubeschreibung und -geschichte

### Vorgängerbauten
Eine erste Kirche im 1322 urkundlich erstmals erwähnten Skäßchen fand 1495 Erwähnung. Am Standort der heutigen Kirche soll sich einst eine Kapelle befunden haben, die den Heiligen Fabian und  Sebastian gewidmet war. Im Jahre 1670 wurde der baufällige Turm des Bauwerks abgetragen und neu errichtet. Im Jahre 1716 erfolgten weitere Bauarbeiten an der Kapelle, bei denen das Dach abgetragen und die Mauer erhöht wurde. Im Folgejahr erfolgte der Einbau einer neuen Orgel.
Der sächsische Kunsthistoriker Cornelius Gurlitt veröffentlichte eine Beschreibung der alten Kirche in Skäßchen in Heft 37 (Amtshauptmannschaft Großenhain (Land)) seiner 1914 erschienenen Schrift Beschreibende Darstellung der älteren Bau- und Kunstdenkmäler des Königreichs Sachsen:
„Die alte Kirche war ein mit drei Seiten eines Achtecks geschlossener, anscheinend gewölbter Bau, vor dessen Westseite der von einer schlanken Haube bekrönte Turm stand. An den Ecken waren Strebepfeiler angelegt. In der Nordseite waren zwei schmale, wohl noch romanische Fenster.“
Im Jahre 1834 erfolgten nochmals Instandsetzungsarbeiten am Bauwerk. Um die Jahrhundertwende war die Kirche allerdings so baufällig geworden, dass sie im Jahre 1903 abgetragen wurde.

### Heutige Kirche
Die heutige Kirche wurde im Jahre 1904, wie die ein Jahr später entstandene Kirche im 15 Kilometer nordwestlich gelegenen Nauwalde, nach Plänen des Leipziger Architekten Paul Lange (1853–1932) im Jugendstil errichtet. Bei der Kirche handelt es sich um einen verputzten Saalbau. Das rechteckige Kirchenschiff ist mit einem 5/8-Schluss versehen. Die Ansicht der Längsseiten des Schiffs wird jeweils durch die als Wellengiebel überhöht in das Dach hineinreichende mittlere Fenstergruppe bestimmt. Im Westen des Bauwerks ist ein eingezogener Kirchturm mit nahezu quadratischen Grundriss zu finden. Dieser ist mit einer geschwungenen Haube und Laterne ausgestattet.
Das Innere der Kirche besitzt ein Tonnengewölbe und ist von einheitlichen Jugendstilformen geprägt. Gekreuzt wird das Gewölbe von bis zur Mittelachse einschneidenden Stichkappen. Zu den Ausstattungsstücken gehört ein aus dem 16. Jahrhundert stammendes geschnitztes Kruzifix.
Die Kirche erlitt gegen Ende des Zweiten Weltkriegs schwere Schäden. Konkrete und umfangreiche Restaurierungsarbeiten an und in der Kirche erfolgten erst ab der Wendezeit. Bis zum Jahre 2010 war die Sanierung im Inneren des Bauwerks abgeschlossen. Weiters erfolgten Fassadenarbeiten, eine Erneuerung der Verglasung und eine Überholung der Orgel.
Zum Pfarrbereich Skäßchen, der sich im Kirchenbezirk Großenhain der Evangelisch-Lutherischen Landeskirche Sachsens befindet, gehören seit dem Jahr 2005 neben Skäßchen auch die Kirchen in Oelsnitz und Strauch.

## Orgel
In der Kirche befindet sich heute eine 1904 vom Bautzener Orgelbaumeister Hermann Eule (1846–1929) geschaffene Orgel. Eine Reparatur erfolgte im Jahre 1996. Das Instrument verfügt über siebzehn Register und über zwei Manuale, wobei das erste Manual mit einer pneumatischen Taschenlade und das zweite Manual mit einer pneumatischen Kegellade ausgestattet ist.
Die Disposition lautet wie folgt:
| I Manual C–f3 |                |       |
| 1.            | Bordun         | 16′   |
| 2.            | Principal      | 8′    |
| 3.            | Hohlflöte      | 8′    |
| 4.            | Viola di Gamba | 8′    |
| 5.            | Oktave         | 4′    |
| 7.            | Gemshorn       | 4′    |
| 8.            | Cornett III    | 2 ⁄3’ |

| II Manual C–f3 |                 |    |
| 9.             | Geigenprinzipal | 8′ |
| 10.            | Gedackt         | 8′ |
| 11.            | Aeoline         | 8′ |
| 12.            | Rohrflöte       | 4′ |

| Pedalwerk C–d1 |              |     |
| 13.            | Subbass      | 16′ |
| 14.            | Principalbaß | 8′  |
| 15.            | Cello        | 8′  |

- Koppeln: II/I, I/P, II/P, Superoktavkoppel
- Spielhilfen: Feste Kombinationen (p, mf, f, ff), Rollschweller

## Geläut
Das Geläut besteht aus drei Eisenhartgussglocken. Der Glockenstuhl besteht aus einer Holzkonstruktion.
Im Folgenden eine Datenübersicht des Geläutes:
| Nr. | Gussdatum | Gießer                                 | Durchmesser | Masse  | Schlagton |
| --- | --------- | -------------------------------------- | ----------- | ------ | --------- |
| 1   | 1949      | Glockengießerei Schilling & Lattermann | 1300 mm     | 750 kg | g′        |
| 2   | 1949      | Glockengießerei Schilling & Lattermann | 980 mm      | 350 kg | h′        |
| 3   | 1949      | Glockengießerei Schilling & Lattermann | 820 mm      | 200 kg | d″        |

## Grabmäler

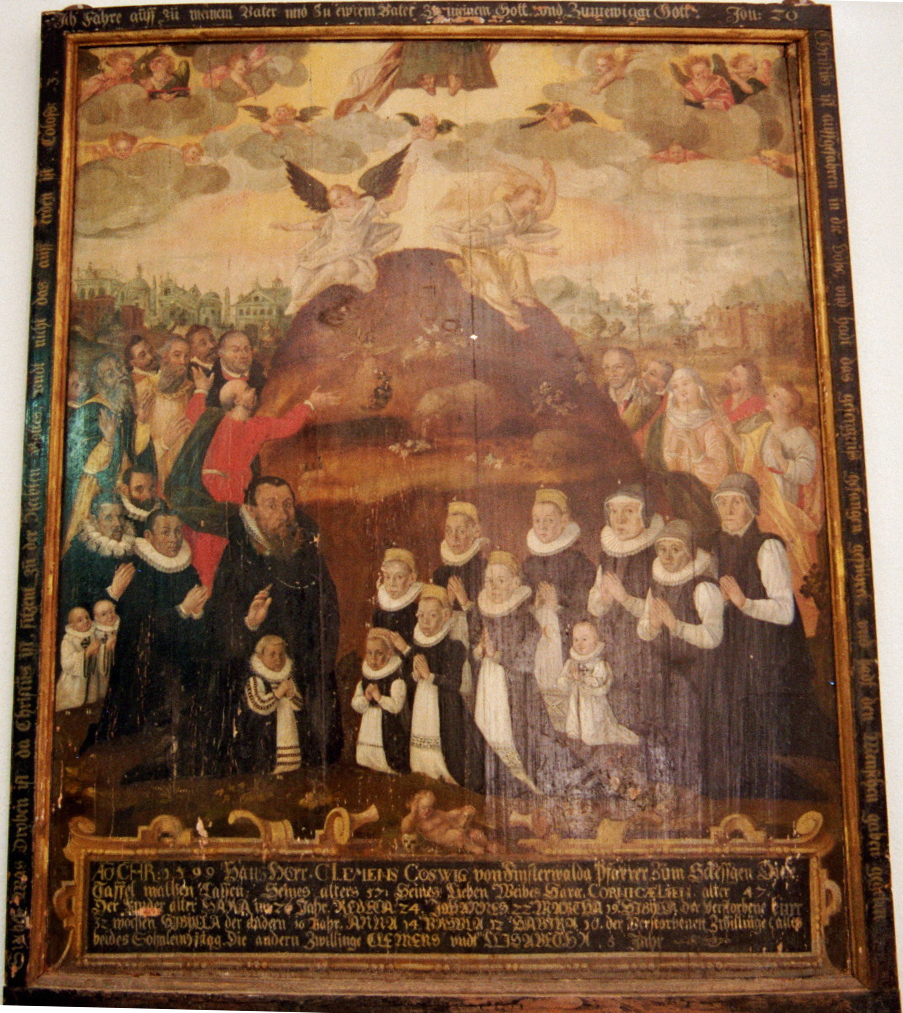
Bildnis der Pfarrersfamilie von Skäßchen bei Großenhain im Jahr 1599. Es entstand im Nachgang der Hochzeit der Pfarrerstochter Sarah mit dem Maler des Bildes, Adam Schilling.

Im Inneren des Chores sind drei Kindergrabsteine zu finden. Auf dem angrenzenden Friedhof haben sich außerdem einige historische Grabdenkmäler erhalten. Eines ist das in Sandstein gehauene Denkmal des Johann Friedrich Mirus († 1753).
Ein weiteres Denkmal in Form eines Ölgemäldes mit den Maßen 103 × 129 cm wird von der Kirchgemeinde verwahrt. Es gedenkt der Familie des damaligen Pfarrers Clemens Coswig (1542–1629) und zeigt diesen vor dem Hintergrund der heiligen Stadt Jerusalem sowie den Reformatoren Martin Luther und Philipp Melanchthon und wurde manchmal fälschlich für ein Grabmal gehalten. Zudem ist auf dem Bild neben dem Maler selbst, Adam Schilling, einem Finsterwalder Pfarrerssohn, vermutlich auch der nachmalige Pfarrer von Skäßchen Johann Coswig (1577–1658) mit dargestellt.